# Campeonato de Primera División 1903 (Argentina)
La Copa Campeonato 1903 fue el duodécimo torneo de Primera División y el undécimo organizado por la entidad rectora oficial que tomó el nombre de Argentine Football Association. Se disputó desde el 26 de abril hasta el 9 de agosto por el sistema de todos contra todos, en dos ruedas.
Vio campeón por cuarta vez consecutiva al Alumni Athletic Club.
Al término del torneo fue desafiliado Flores Athletic Club, por su mala campaña y al mismo tiempo, fue incorporado el Club Atlético Estudiantes por sus buenas actuaciones en torneos menores.

## Incorporaciones y relegamientos
| Pos  | Equipo incorporado |
| ---- | ------------------ |
| Prom | Flores Athletic    |

| Equipos relegados en la temporada 1902 |
| -------------------------------------- |
| No hubo                                |

De esta manera, los participantes aumentaron a 6 equipos.

## Tabla de posiciones final
| Pos | Equipo            | Pts | PJ | G | E | P  | GF | GC | Dif |
| --- | ----------------- | --- | -- | - | - | -- | -- | -- | --- |
| 1.º | Alumni            | 18  | 10 | 9 | 0 | 1  | 40 | 4  | 36  |
| 2.º | Belgrano Athletic | 15  | 10 | 7 | 1 | 2  | 21 | 11 | 11  |
| 3.º | Barracas Athletic | 11  | 10 | 5 | 1 | 4  | 22 | 13 | 9   |
| 4.º | Lomas Athletic    | 8   | 10 | 2 | 4 | 4  | 17 | 17 | 0   |
| 5.º | Quilmes           | 8   | 10 | 3 | 2 | 5  | 14 | 22 | -8  |
| 6.º | Flores Athletic   | 0   | 10 | 0 | 0 | 10 | 2  | 49 | -47 |

## Desafiliaciones y afiliaciones
Flores Athletic fue desafiliado, siendo reemplazado por Estudiantes (BA) para el torneo de 1904.